# Agent (Nachrichtendienst)
Agent ist im deutschen Sprachraum ein allgemeinsprachlich uneinheitlich benutzter Begriff. Er kann für einen hauptberuflichen (hauptamtlichen) Mitarbeiter eines Nachrichtendienstes stehen (auch Nachrichtendienstler oder Geheimdienstler genannt). Er wird ferner für Privatpersonen verwendet, deren planmäßige, dauerhafte Zusammenarbeit mit einem Nachrichtendienst Dritten nicht bekannt ist (nachrichtendienstliche Quellen, V-Leute, Spione) oder für solche, die in Einzelfällen oder gelegentlich und unaufgefordert einem Nachrichtendienst Informationen anbieten, ohne von diesem geführt zu werden und Aufträge zu erhalten (Informanten). Als Agent wird auch bezeichnet, wer, unter vorangegangener Definition, mit einer anderen staatlichen oder nichtstaatlichen Stelle zusammenarbeitet, z. B. der Polizei. Als Rechtsbegriff werden Agenten in Deutschland von der Definition für Geheimdienstliche Agententätigkeit im § 99 des Strafgesetzbuches (StGB) erfasst.

## Agent im Objekt
Nachrichtendienstliche Mitarbeiter, die sich im „Operationsgebiet“ (bei Auslandseinsätzen) aufhalten und dort unter Ausschöpfung ihrer Zugangsmöglichkeiten Informationen beschaffen, werden als Agent im Objekt bzw. Objektquelle bezeichnet. Hierzu gehört auch, dass der Agent aufgrund seiner Lebensumstände und Legende im zu beobachtenden Objekt legal ein- und ausgeht.

## Agent Provocateur
Als Agent Provocateur werden Mitarbeiter der Nachrichtendienste (oder auch der Polizei) genannt, welche in Untergrundorganisationen eindringen, aber nicht, um dort Informationen zu sammeln, sondern die Gruppe oder Einzelpersonen zu Handlungen zu verleiten, die ein staatliches Eingreifen oder Gegenmaßnahmen ermöglichen. Es handelt sich also um einen politischen Agenten, der als Lockspitzel gegnerische Gruppen bzw. Einzelpersonen zu Tätigkeiten oder Äußerungen provoziert. Auch ein Mitarbeiter der Polizei, der im Polizeiauftrag einen anderen zu einer Straftat anstiftet, um ihn dann bestrafen zu können, wird so bezeichnet.

## Agentennetz
Eine Gruppe von Agenten, welche organisatorisch miteinander verbunden sind, wird als Agentennetz oder Spionagering bezeichnet. Die Mitglieder eines Agentennetzes müssen sich nicht persönlich kennen. Teilweise sind diese Verflechtungen auch hierarchisch gegliedert. Hierbei ist dann aber Voraussetzung, dass sich die Agenten desselben Netzes alle persönlich kennen.